# Дандевала/Лангатала – Рамгарх
Дандевала/Лангатала — Рамгарх — газопровідна система у Індії, призначена для подачі блакитного палива з районів видобутку до теплової електростанції Рамгарх.
Виявлення нафтових та газових родовищ на заході штату Раджастхан призвело до рішення щодо утилізації попутного та вільного газу шляхом спорудження в цьому ж регіоні електрогенеруючих потужностей. Як наслідок з'явилась ТЕС Рамгарх, перша турбіна якої почала роботу 1996 року. Блакитне паливо на майданчик ТЕС спершу надходило від газозбірного заводу Гамневала по трубопроводу завдовжки 35 км та діаметром 300 мм, який спорудила компанія Gas Authority Of India Ltd (GAIL). Згодом компанія Oil India Ltd проклала до Гамневала газопровід довжиною 32 км із тим же діаметром 300 мм від газозбірного заводу Дандевала. При цьому пропускну здатність ділянки Гамневала — Дандевала визначили на рівні 0,75 млн м3 на добу, а Дандевала — Рамгарх як 1,05 млн м3 на добу.
У 2009 році дещо південніше почали розробку свого блоку компанії Focus Energy та ONGC. Для видачі продукції використовують газопровід Лангтала — Рамгарх довжиною 86 км, який він виконаний у діаметрі 250 мм та має пропускну здатність у 1,18 млн м3 на добу.
Враховуючи рельєф місцевості, обидва газопроводи долають на своєму шляху високі дюни.